# Ржевская епархия
Рже́вская епа́рхия — епархия Русской православной церкви, объединяющая приходы и монастыри в западной части Тверской области (в границах Андреапольского, Бельского, Жарковского, Западнодвинского, Зубцовского, Нелидовского, Оленинского, Пеновского, Ржевского и Торопецкого районов). Одна из трёх епархий в составе Тверской митрополии.

## История
Епископская кафедра «в великом княжение во Ржеве Володимерове» была впервые учреждена на Московском Соборе 26 января 1589 года, но на деле образована не была.
В 1923—1938 годы существовало Ржевское викариатство Тверской (затем Калининской) епархии.
28 декабря 2011 года была образована самостоятельная Ржевская епархия, которая была выделена из состава Тверской епархии и включена в состав новообразованной Тверской митрополии.

## Епископы
Ржевское викариатство
- Валериан (Рудич) (16 сентября 1923 — 4 марта 1924, 30 апреля — 6 ноября 1930)
- Никон (Пурлевский) (6 ноября 1930 — 3 апреля 1933)
- Владимир (Горьковский) (3 апреля 1933 — 24 августа 1933)
- Палладий (Шерстенников) (24 августа 1933 — 18 марта 1936)
- Александр (Щукин) (18 марта — 5 июня 1936)
- Палладий (Шерстенников) (середина 1936 — 10 декабря 1937)

Ржевская епархия
- Адриан (Ульянов) (28 декабря 2011 — 20 марта 2025)
- Амвросий (Ермаков) (с 20 марта 2025), в/у, митрополит Тверской
- Силуан (Конев) (избран 24 июля 2025)

## Благочиния
Епархия разделена на 11 церковных округов. По состоянию на октябрь 2022 года:
- Андреапольское благочиние
- Бельское благочиние
- Жарковское благочиние
- Западнодвинское благочиние
- Зубцовское благочиние
- Нелидовское благочиние
- Оленинское благочиние
- Пеновское благочиние
- Ржевское благочиние
- Ржевское районное благочиние
- Торопецкое благочиние

## Монастыри
- Свято-Тихоновский монастырь в Торопце (женский)